# Tetanopsis smithii
Tetanopsis smithii är en kräftdjursart som beskrevs av Perkins 1956. Tetanopsis smithii ingår i släktet Tetanopsis och familjen Ectinosomatidae. Inga underarter finns listade i Catalogue of Life.